# Майерс, Сэм
Сэм Майерс (род. 25 мая 1990, Форбс, Новый Южный Уэльс) — австралийский профессиональный регбист, выступавший за сборную Австралии по регби-7, бронзовый призёр Игр Содружества 2014 в её составе.

## Биография
Выступал в регби-7 и регби-15 за сиднейский «Нортерн Сабербс». За национальную сборную дебютировал в 2013 году на этапе Мировой серии в ЮАР, заменив травмированного Льюиса Холланда. В мае 2014 года на лондонском этапе Мировой серии занёс семь попыток и был включён в символическую сборную этапа, на котором австралийцы заняли 2-е место. На Играх Содружества 2014 в Глазго стал бронзовым призёром по регби-7 в составе австралийцев, занеся попытку в финале за третье место. Впоследствии стал капитаном сборной Австралии по регби-7. 4 февраля 2017 года получил травму в матче за национальную сборную, досрочно завершив выступления в сезоне. В 2018 году выступал на Играх Содружества (5-е место) и на чемпионате мира (10-е место). Играл за петербургский клуб «Нарвская Застава», выиграв с ним бронзовые медали чемпионата России по регби-7 сезона 2020/21.
Работает тренером в Ирландском регбийном союзе. В декабре 2022 года возглавлял резервную мужскую сборную Ирландии по регби-7 на турнире в Дубае. В июле 2023 года, в отсутствие постоянного тренера основной мужской сборной по «семёрке» Джеймса Топпинга, исполнял обязанности её тренера на этапе чемпионата Европы в Гамбурге (где ирландцы стали третьими, но, с учётом предшествующей победы на этапе в Алгарве, выиграли континентальный титул по сумме двух этапов).